# كميل سيلفي
كميل ليون لويس سيلفي (بالإنجليزية:Camille-Léon-Louis Silvy) مصور فرنسي ونشاط في المقام الأول في لندن .(ولد في 18 مارس 1834، وتوفي في 2 فبراير 1910) .

## روابط خارجية
- Silvy in the NPG archive.
- Biography at Getty.edu.
- review of National Portrait Gallery exhibition by Richard Dorment, "Camille Silvy: Photographer of Modern Life at the National Portrait Gallery", ديلي تلغراف, 19 July 2010. Accessed 10 August 2010.